# Monte Carlo Masters 2019 - Qualificazioni singolare
Le qualificazioni del singolare del Monte Carlo Masters 2019 sono state un torneo di tennis preliminare per accedere alla fase finale della manifestazione. I vincitori dell'ultimo turno sono entrati di diritto nel tabellone principale. In caso di ritiro di uno o più giocatori aventi diritto a questi sono subentrati i lucky loser, ossia i giocatori che hanno perso nell'ultimo turno ma che avevano una classifica più alta rispetto agli altri partecipanti che avevano comunque perso nel turno finale.

## Teste di serie
1. Leonardo Mayer (primo turno)
2. Ugo Humbert (ultimo turno)
3. Yoshihito Nishioka (primo turno)
4. Juan Ignacio Londero (qualificato)
5. Aljaž Bedene (qualificato)
6. Mischa Zverev (primo turno)
7. Federico Delbonis (qualificato)

1. Tarō Daniel (ultimo turno, lucky loser)
2. Ernests Gulbis (primo turno)
3. Bernard Tomić (primo turno)
4. Albert Ramos Viñolas (ultimo turno)
5. Peter Gojowczyk (primo turno)
6. Feliciano López (primo turno)
7. Miomir Kecmanović (primo turno)

## Qualificati
1. Alexei Popyrin
2. Andrey Rublev
3. Lorenzo Sonego
4. Juan Ignacio Londero

1. Aljaž Bedene
2. Guido Andreozzi
3. Federico Delbonis

### Lucky loser
1. Tarō Daniel

## Tabellone

### Legenda
| - Q = Qualificato - WC = Wild card - LL = Lucky loser | - ALT = Alternate - SE = Special Exempt - PR = Protected Ranking | - w/o = Walkover - r = Ritirato - d = Squalificato |

### Sezione 1
|  | Primo turno | Primo turno       | Primo turno       | Primo turno | Primo turno |  |  | Secondo turno | Secondo turno  | Secondo turno  | Secondo turno | Secondo turno |  |
|  |             |                   |                   |             |             |  |  |               |                |                |               |               |  |
|  | 1           | Leonardo Mayer    | 65                | 6           | 62          |  |  |               |                |                |               |               |  |
|  |             | Alexei Popyrin    | 7                 | 2           | 7           |  |  |               | Alexei Popyrin | Alexei Popyrin | 6             | 7             |  |
|  |             | Elias Ymer        | Elias Ymer        | 6           | 6           |  |  |               | Elias Ymer     | Elias Ymer     | 3             | 62            |  |
|  | 14          | Miomir Kecmanović | Miomir Kecmanović | 1           | 3           |  |  |               |                |                |               |               |  |

### Sezione 2
|  | Primo turno | Primo turno   | Primo turno | Primo turno | Primo turno |  |  | Secondo turno | Secondo turno | Secondo turno | Secondo turno | Secondo turno |  |
|  |             |               |             |             |             |  |  |               |               |               |               |               |  |
|  | 2           | Ugo Humbert   | 3           | 7           | 6           |  |  |               |               |               |               |               |  |
|  | WC          | Florent Diep  | 6           | 5           | 3           |  |  | 2             | Ugo Humbert   | Ugo Humbert   | 4             | 4             |  |
|  |             | Andrey Rublev | 4           | 7           | 7           |  |  |               | Andrey Rublev | Andrey Rublev | 6             | 6             |  |
|  | 10          | Bernard Tomić | 6           | 65          | 6           |  |  |               |               |               |               |               |  |

### Sezione 3
|  | Primo turno | Primo turno        | Primo turno       | Primo turno | Primo turno |  |  | Secondo turno | Secondo turno     | Secondo turno     | Secondo turno     | Secondo turno |  |
|  |             |                    |                   |             |             |  |  |               |                   |                   |                   |               |  |
|  | 3           | Yoshihito Nishioka | 2                 | 6           | 0           |  |  |               |                   |                   |                   |               |  |
|  |             | Lorenzo Sonego     | 6                 | 4           | 6           |  |  |               | Lorenzo Sonego    | Lorenzo Sonego    | Lorenzo Sonego    | w/o           |  |
|  |             | Marco Trungelliti  | Marco Trungelliti | 6           | 6           |  |  |               | Marco Trungelliti | Marco Trungelliti | Marco Trungelliti |               |  |
|  | 12          | Peter Gojowczyk    | Peter Gojowczyk   | 4           | 2           |  |  |               |                   |                   |                   |               |  |

### Sezione 4
|  | Primo turno | Primo turno          | Primo turno          | Primo turno | Primo turno |  |  | Secondo turno | Secondo turno        | Secondo turno        | Secondo turno | Secondo turno |  |
|  |             |                      |                      |             |             |  |  |               |                      |                      |               |               |  |
|  | 4           | Juan Ignacio Londero | Juan Ignacio Londero | 6           | 6           |  |  |               |                      |                      |               |               |  |
|  | WC          | Romain Arneodo       | Romain Arneodo       | 0           | 4           |  |  | 4             | Juan Ignacio Londero | Juan Ignacio Londero | 6             | 6             |  |
|  |             | Thomas Fabbiano      | 3                    | 6           | 6           |  |  |               | Thomas Fabbiano      | Thomas Fabbiano      | 4             | 1             |  |
|  | 13          | Feliciano López      | 6                    | 4           | 2           |  |  |               |                      |                      |               |               |  |

### Sezione 5
|  | Primo turno | Primo turno   | Primo turno   | Primo turno | Primo turno |  |  | Secondo turno | Secondo turno | Secondo turno | Secondo turno | Secondo turno |  |
|  |             |               |               |             |             |  |  |               |               |               |               |               |  |
|  | 5           | Aljaž Bedene  | Aljaž Bedene  | 6           | 6           |  |  |               |               |               |               |               |  |
|  | WC          | Hugo Nys      | Hugo Nys      | 2           | 4           |  |  | 5             | Aljaž Bedene  | Aljaž Bedene  | 7             | 6             |  |
|  |             | Yannick Maden | Yannick Maden | 4           | 4           |  |  | 8             | Tarō Daniel   | Tarō Daniel   | 65            | 3             |  |
|  | 8           | Tarō Daniel   | Tarō Daniel   | 6           | 6           |  |  |               |               |               |               |               |  |

### Sezione 6
|  | Primo turno | Primo turno     | Primo turno     | Primo turno | Primo turno |  |  | Secondo turno | Secondo turno   | Secondo turno   | Secondo turno | Secondo turno |  |
|  |             |                 |                 |             |             |  |  |               |                 |                 |               |               |  |
|  | 6           | Mischa Zverev   | Mischa Zverev   | 62          | 64          |  |  |               |                 |                 |               |               |  |
|  | WC          | Julian Ocleppo  | Julian Ocleppo  | 7           | 7           |  |  | WC            | Julian Ocleppo  | Julian Ocleppo  | 3             | 1             |  |
|  |             | Guido Andreozzi | Guido Andreozzi | 6           | 6           |  |  |               | Guido Andreozzi | Guido Andreozzi | 6             | 6             |  |
|  | 9           | Ernests Gulbis  | Ernests Gulbis  | 4           | 1           |  |  |               |                 |                 |               |               |  |

### Sezione 7
|  | Primo turno | Primo turno          | Primo turno          | Primo turno | Primo turno |  |  | Secondo turno | Secondo turno        | Secondo turno        | Secondo turno | Secondo turno |  |
|  |             |                      |                      |             |             |  |  |               |                      |                      |               |               |  |
|  | 7           | Federico Delbonis    | 6                    | 3           |             |  |  |               |                      |                      |               |               |  |
|  |             | Ilya Ivashka         | 2                    | 4           | r           |  |  | 7             | Federico Delbonis    | Federico Delbonis    | 7             | 6             |  |
|  |             | Maximilian Marterer  | Maximilian Marterer  | 2           | 2           |  |  | 11            | Albert Ramos Viñolas | Albert Ramos Viñolas | 5             | 0             |  |
|  | 11          | Albert Ramos Viñolas | Albert Ramos Viñolas | 6           | 6           |  |  |               |                      |                      |               |               |  |